# Spargi
Isla de Spargi (en italiano: Isola di Spargi) es una isla del archipiélago de La Maddalena, en Cerdeña, al noreste de la provincia de Sassari. 
La isla pertenece al parque nacional de La Maddalena, posee una superficie de 4,20 km² lo que la hace la tercera en extensión del archipiélago. Tiene una costa de 11 km, siendo su punto más alto, la llamada punta di Guardia Preposti, 153 metros sobre el nivel del mar. De naturaleza granítica, su vegetación constituye el hogar de muchas especies protegidas de aves.